# 名古屋国税局
名古屋国税局（なごやこくぜいきょく）は、愛知県名古屋市中区にある国税庁の地方支分部局で、岐阜県、静岡県、愛知県、三重県の東海地方4県を管轄している。

## 組織

### 主な組織
局長
- 総務部
  - 総務課、人事第一課、人事第二課、会計課、企画課、厚生課、事務管理課、税務相談室、国税広報広聴室、税理士監理官、人事調査官、営繕監理官

- 課税第一部
  - 課税総括課、審理課、個人課税課、資産課税課、機動課、資料調査第一課、資料調査第二課、国税訟務官室、資産評価官、統括国税実査官

- 課税第二部
  - 法人課税課、消費税課、資料調査第一課、資料調査第二課、酒税課、鑑定官室、統括国税実査官、調査部門（間接諸税）、調査部門（酒税）、酒類業調整官

- 徴収部
  - 管理運営課、徴収課、機動課、集中電話催告センター室、特別整理総括課、国税訟務官室、納税管理者、特別国税徴収官、特別整理第一部門〜特別整理第四部門

- 調査部
  - 調査管理課、広域情報管理課、調査総括課、調査審理課、国際調査課、調査開発課、特別国税調査官、調査第一部門〜調査第十部門

- 査察部
  - 査察管理課、査察総括第一課、査察総括第二課、資料情報課、特別国税査察官、査察第一部門〜査察第九部門

税務署（48署）

### 歴代名古屋国税局長
名古屋国税局長は東京国税局長と大阪国税局長以外の国税局長（札幌、仙台、関東信越、金沢、広島、高松、福岡、熊本）とともに政令で規定される指定職2号の役職である。財務省主税局参事官、財務省外局である国税庁部長（課税、徴収、調査査察）、税務大学校副校長と同様である。
| 氏名        | 出身校        | 在任期間    | 前職                                 | 後職                                          |
| ----------- | ------------- | ----------- | ------------------------------------ | --------------------------------------------- |
| 氏兼 裕之   | 東京大学 法   | 2010年7月-  | 広島国税局長                         | 大臣官房付                                    |
| 百嶋 計     | 京都大学 法   | 2012年7月-  | 国税庁長官官房審議官                 | 大臣官房参事官（大臣官房担当）                |
| 冨永 哲夫   | 東京大学 法   | 2013年6月-  | 理財局次長                           | 近畿財務局長 財務総合政策研究所近畿研修支所長 |
| 村中 健一   | 大阪大学 法   | 2014年7月-  | 総務省大臣官房審議官（公営企業担当） | 横浜税関長                                    |
| 藤田 博一   | 京都大学 法   | 2015年7月-  | 国税庁課税部長                       | 大阪国税局長                                  |
| 垣水 純一   | 東京大学 経済 | 2016年6月-  | 福岡国税局長                         | 関東信越国税局長                              |
| 金井 哲男   | 東京大学 法   | 2018年7月-  | 国税庁調査査察部長                   | 原子力損害賠償・廃炉等支援機構理事            |
| 小原 昇     | 京都大学 法   | 2019年7月-  | 福岡国税局長                         | 大阪国税局長                                  |
| 吉井 浩     | 東京大学 法   | 2020年7月-  | 福岡国税局長 税務大学校福岡研修所長  | 大阪国税局長                                  |
| 臼杵 芳樹   | 東京大学 経   | 2021年7月 - | 預金保険機構総務部長                 | 東京税関長                                    |
| 山西 雅一郎 | 東京大学 法   | 2022年6月 - | 内閣府地方創生推進事務局次長         | 国税不服審判所次長                            |
| 吉澤 浩二郎 | 東京大学 法   | 2023年7月 - | 主税局総務課長                       |                                               |

### 歴代名古屋国税局総務部長
| 氏名      | 在任期間   | 前職                                       | 後職                                                         |
| --------- | ---------- | ------------------------------------------ | ------------------------------------------------------------ |
| 鈴木 孝直 | 2017年7月- | 国税庁調査査察部調査課長                   | 国税庁課税部法人課税課課長                                   |
| 齋川 浩司 | 2018年7月- | 広島国税局総務部長                         | 名古屋大学大学院経済学研究科附属国際経済政策研究センター教授 |
| 菅 哲人   | 2019年7月- | 国税庁長官企画課情報技術室長 兼 国税企画官 | 国税庁長官官房参事官                                         |
| 大柳 久幸 | 2021年7月- | 東京国税局課税第一部長                     |                                                              |

税務職員採用試験は高等学校学習指導要領においてあらかじめ簿記会計学を修得している商業高等学校卒業者等を採用している。国税専門官採用実績大学としては、国立大学は旧帝国大学等、私立大学は早慶等（大蔵国税三田会等）となっている。

## 管内税務署

### 岐阜県
- 岐阜北税務署（岐阜市）
- 岐阜南税務署（岐阜市）
- 大垣税務署（大垣市）
- 高山税務署（高山市）
- 多治見税務署（多治見市）
- 関税務署（関市）
- 中津川税務署（中津川市）

### 静岡県
- 静岡税務署（静岡市葵区）
- 清水税務署（静岡市清水区）
- 浜松西税務署（浜松市中央区）
- 浜松東税務署（浜松市中央区）
- 沼津税務署（沼津市）
- 熱海税務署（熱海市）
- 三島税務署（三島市）

- 島田税務署（島田市）
- 富士税務署（富士市）
- 磐田税務署（磐田市）
- 掛川税務署（掛川市）
- 藤枝税務署（藤枝市）
- 下田税務署 （下田市）

### 愛知県
- 千種税務署（名古屋市千種区）
- 名古屋東税務署（名古屋市東区）
- 名古屋北税務署（名古屋市北区）
- 名古屋西税務署（名古屋市西区）
- 名古屋中村税務署（名古屋市中村区）
- 名古屋中税務署（名古屋市中区）
- 昭和税務署（名古屋市瑞穂区）
- 熱田税務署（名古屋市熱田区）
- 中川税務署（名古屋市中川区）
- 豊橋税務署（豊橋市）

- 岡崎税務署（岡崎市）
- 一宮税務署（一宮市）
- 尾張瀬戸税務署（瀬戸市）
- 半田税務署（半田市）
- 津島税務署（津島市）
- 刈谷税務署（刈谷市）
- 豊田税務署（豊田市）
- 西尾税務署（西尾市）
- 小牧税務署（小牧市）
- 新城税務署（新城市）

### 三重県
- 津税務署（津市）
- 四日市税務署（四日市市）
- 伊勢税務署（伊勢市）
- 松阪税務署（松阪市）
- 桑名税務署（桑名市）
- 上野税務署（伊賀市）
- 鈴鹿税務署（鈴鹿市）
- 尾鷲税務署（尾鷲市）

## 社会との関わり

### 租税教育
租税教育の一環として商業高等学校生徒向けに職場体験（インターンシップ）等を行っている。

### 外国人の個人情報収集問題
同国税局管内の18の税務署において、外国人の納税者に関する個人情報をまとめた電子データが作成されていたことが判明した。データ中には、国籍や外国人登録番号などが含まれていることが明らかになっている。同国税局は、「確定申告の重複申請を防ぐため」と説明しているが、行政機関個人情報保護法に抵触する可能性があるとして、専門家から批判の声が出ており、また、外国人差別に当たるとの意見もある。